# Saligny (Costanza)
Saligny (in passato Aziza o Azigia) è un comune della Romania di 2 415 abitanti, ubicato nel distretto di Costanza, nella regione storica della Dobrugia.
Il comune è formato dall'unione di 3 villaggi: Făclia, Saligny, Ștefan cel Mare.
Il comune prese questo nome in onore dell'ingegnere Anghel Saligny (1854-1925), progettista del ponte ferroviario sul Danubio a Cernavodă, inaugurato nel 1895 ed all'epoca il più lungo d'Europa (4.037 m.).